# العنائن (حزم العدين)

تعديل مصدري - تعديل

العنائن هي إحدى قرى عزلة حقين بمديرية حزم العدين التابعة لمحافظة إب، بلغ تعداد سكانها 264 نسمة حسب تعداد اليمن لعام 2004.